# Maurice Gleize
Maurice Gleize (* 7. Januar 1907 in Nîmes; † 20. April 2003 in Gournay-sur-Marne) war ein französischer Drucker, Dichter, Widerstandskämpfer und überlebender Häftling des KZ-Außenlagers Laagberg im heutigen Wolfsburg.

## Leben
Maurice Gleize entstammte einer Arbeiterfamilie und hatte drei Brüder. Er wuchs in Nîmes auf, wo er 1919 mit 12 Jahren eine Lehre als Drucker begann und in die Gewerkschaft eintrat. Er war künstlerisch interessiert und besuchte Abendkurse an der Hochschule für Bildende Künste. Dort erlernte er das Zeichnen. Ebenfalls in Abendkursen erlernte er das Spiel auf dem Cello. 1926 gab er gegen den Rat seines Vaters den Beruf des Druckers auf, um sich ganz der Musik zu widmen. Er trat als Cellist in Orchestern und mit verschiedenen Ensembles auf. 1927 gewann er in Nîmes den ersten Preis des Konservatoriums. Während einer Sommertournee lernte er seine spätere Ehefrau, eine Violinistin, kennen. Nach der Heirat im Jahr 1930 ging das Paar nach Algerien, wo Maurice Dirigent im Casino von Batna wurde. Während seines Aufenthaltes bemerkte er die Diskriminierungen der französischen Kolonialmacht gegenüber den muslimischen Algeriern, was der Ursprung seines späteren antikolonialistischen Engagements war. Als das Casino bankrottging, kehrte das Ehepaar 1931 nach Frankreich zurück und zog nach Paris, wo Maurice Gleize in der Druckerei Gutenberg im 18. Pariser Stadtbezirk nahe dem Montmartre Anstellung fand. Die Druckerei war hauptsächlich für Arbeitnehmerorganisationen tätig, so dass Gleize beruflich mit Gewerkschaftsangehörigen und Kommunisten in Kontakt kam. Seine musikalischen Aktivitäten als Cellist übte er in Paris weiterhin aus, wo er im Orchester von Paul Bazelaire spielte. Durch die finanzielle Unterstützung eines befreundeten Geigenbauers konnte Gleize die Druckerei Gutenberg 1938 erwerben, zu deren Hauptkunden weiterhin Gewerkschaftsvereinigungen aus der CGT und kommunistische Organisationen gehörten.

### Kriegszeit

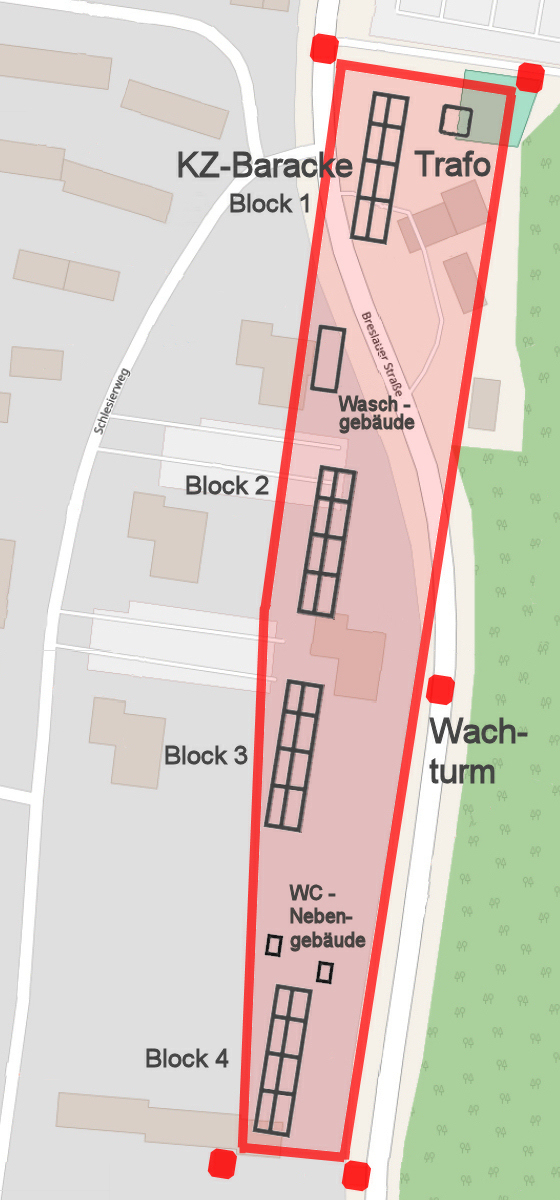
Rekonstruktions-
skizze des KZ-Außenlagers Laagberg

Bei der Mobilmachung der französischen Armee zu Beginn des Zweiten Weltkriegs wurde Maurice Gleize im September 1939 als Koch eingezogen. Nach der Demobilisierung kehrte er nach Paris zurück und eröffnete seine Druckerei wieder. Er wurde von der Polizei angesprochen, dass die Wiedereröffnung gegen das Verbot der kommunistischen Propaganda verstoße. Als ihn führende Vertreter der Kommunistischen Partei Frankreichs ansprachen, stellte er sich in ihren Dienst. Wenige Monate nach der deutschen Besetzung Frankreichs unterstützte Gleize ab Oktober 1940 den Kampf gegen die Besatzung, indem er sozialistische und kommunistische Schriften sowie Veröffentlichungen von Widerstandsgruppen druckte. Dazu zählten Zeitschriften, wie L’Humanité, La Vie Ouvrière, La Terre und Les Cahiers du Communisme. 1941 trat er der Kommunistischen Partei bei und gab für die Widerstandsorganisation Francs-tireurs et partisans die erste Ausgabe der Zeitschrift France d’Abord heraus.
Am 4. März 1943 nahm die Gestapo Gleize in seiner Druckerei fest und verhaftete seine Genossen, mit denen er ein fünf Druckereien umfassendes illegales Netzwerk betrieben hatte. Gleize kam ins Pariser Gefängnis La Santé; dort begann er Gedichte zu schreiben. 1944 wurde er in ein Gefängnis in Compiègne verlegt und von dort am 21. Mai 1944 nach Deutschland ins KZ Neuengamme deportiert. Noch im Mai 1944 kam er als politischer Häftling ins KZ-Außenlager Laagberg in der damaligen „Stadt des KdF-Wagens bei Fallersleben“, dem späteren Wolfsburg. Aufgabe der KZ-Häftlinge war der Aufbau eines großen Barackenlagers für Zwangsarbeiter des Volkswagenwerks zur Serienfertigung der Fi 103 („Vergeltungswaffe“ „V1“). Im Lager war Gleize während der fast einjährigen Inhaftierung Verantwortlicher einer kommunistischen Gruppe unter seinen Landsleuten. Bei der Räumung des Lagers im April 1945 wurde er mit den anderen Häftlingen per Bahn in das Auffanglager Wöbbelin verschleppt. Bei seiner Befreiung am 2. Mai 1945 durch US-amerikanische Truppen wog er nur noch 33 kg und erkrankte schwer, u. a. an Typhus. Wegen des Krankenhausaufenthalts konnte er erst Ende August 1945 nach Frankreich zurückkehren.

### Nachkriegszeit
Nach seiner Rückkehr nach Paris nahm Maurice Gleize seine Tätigkeit als Drucker wieder auf.
Seine Druckerei arbeitete nach 1945 für ihre Vorkriegsklientel, wie verschiedene CGT-Gewerkschaften. Für die Kommunistische Partei arbeitete er insbesondere während Wahlkampagnen. Anfang der 1950er Jahre wandte er sich nach der Affaire Marty-Tillon von der Kommunistischen Partei ab und trat einer Oppositionsgruppe bei. Wegen Herstellung der illegalen Zeitung „El Ouma“ für die algerische Freiheitsbewegung wurde Maurice Gleize 1956 verhaftet und verbrachte drei Wochen in Untersuchungshaft im Pariser Gefängnis La Santé, in dem er bereits 1943 inhaftiert war.

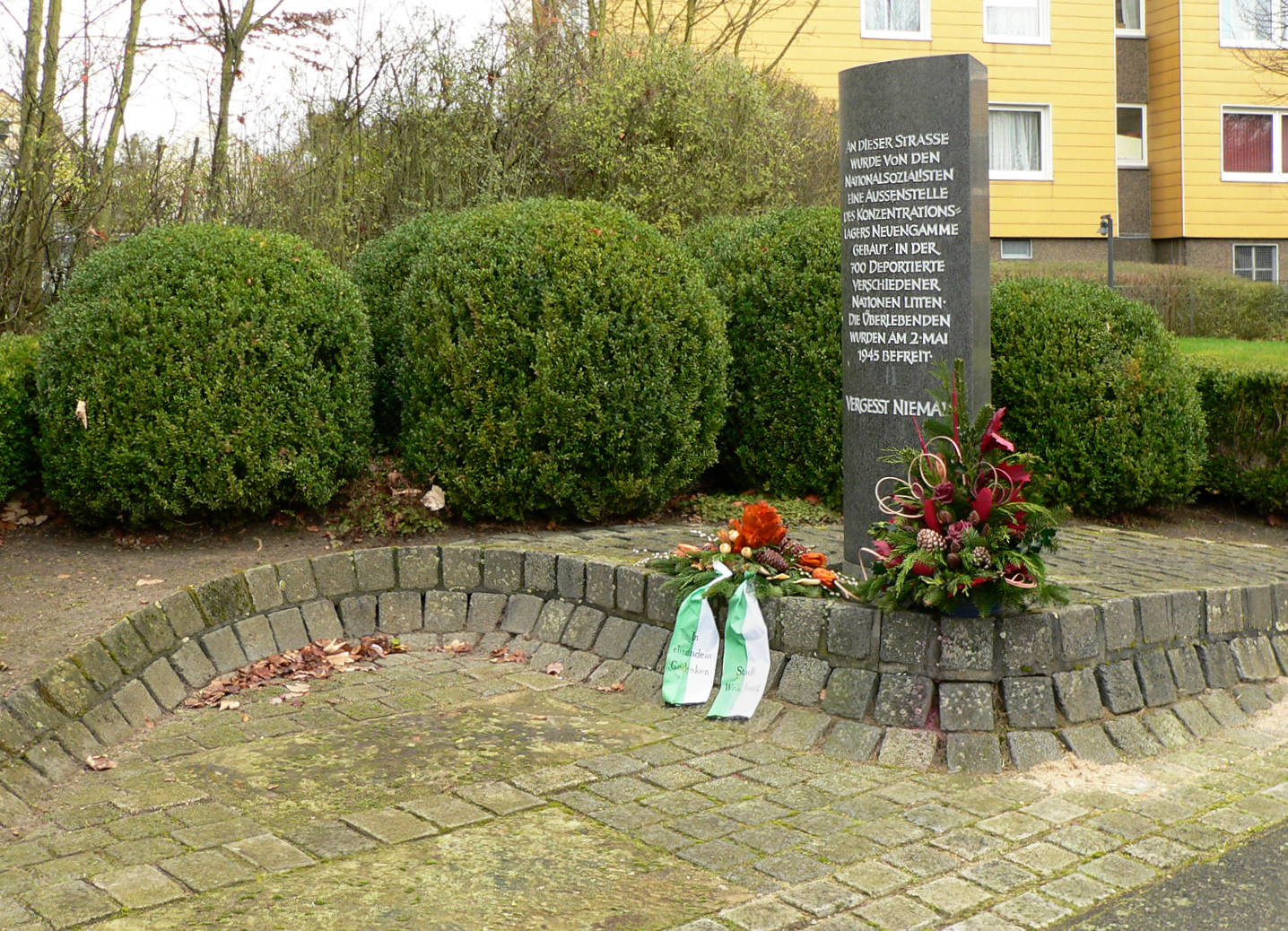
Die auf Initiative von Maurice Gleize aufgestellte Gedenkstele zum KZ-Außenlager Laagberg in Wolfsburg

In der Nachkriegszeit setzte sich Maurice Gleize für das Gedenken an die Résistance ein. Auch druckte er die Zeitschrift der Häftlingsvereinigung Amicale Internationale KZ Neuengamme. Nachdem er in den frühen 1970er Jahren in den Ruhestand gegangen war und seine Druckerei verkauft hatte, zog er sich in den Pariser Vorort Gournay-sur-Marne zurück, wo er bereits seit 1949 wohnte. Dort widmete er sich der Musik sowie der Poesie und veröffentlichte mehrere Bücher.
In den 1970er und 1980er Jahren engagierte sich Maurice Gleize für das Gedenken an das frühere KZ-Außenlager Laagberg in Wolfsburg. Über Jahrzehnte gab es an dem Ort keine Erinnerung an die KZ-Häftlinge. Auf seine Initiative hin errichtete die Stadt Wolfsburg im Jahr 1987 eine Gedenkstele im früheren Lagerbereich im Stadtteil Laagberg. Maurice Gleize nahm dort oft an Gedenkveranstaltungen mit Kranzniederlegungen teil, die jeweils am 8. Mai als dem „Tag der Befreiung“ an dem Mahnmal stattfinden.

## Ehrungen
Für sein Engagement im Widerstand gegen die deutsche Besatzung erhielt Maurice Gleize 1952 den französischen Verdienstorden Croix de guerre mit silbernem Stern und 1983 den Verdienstorden Ehrenlegion.

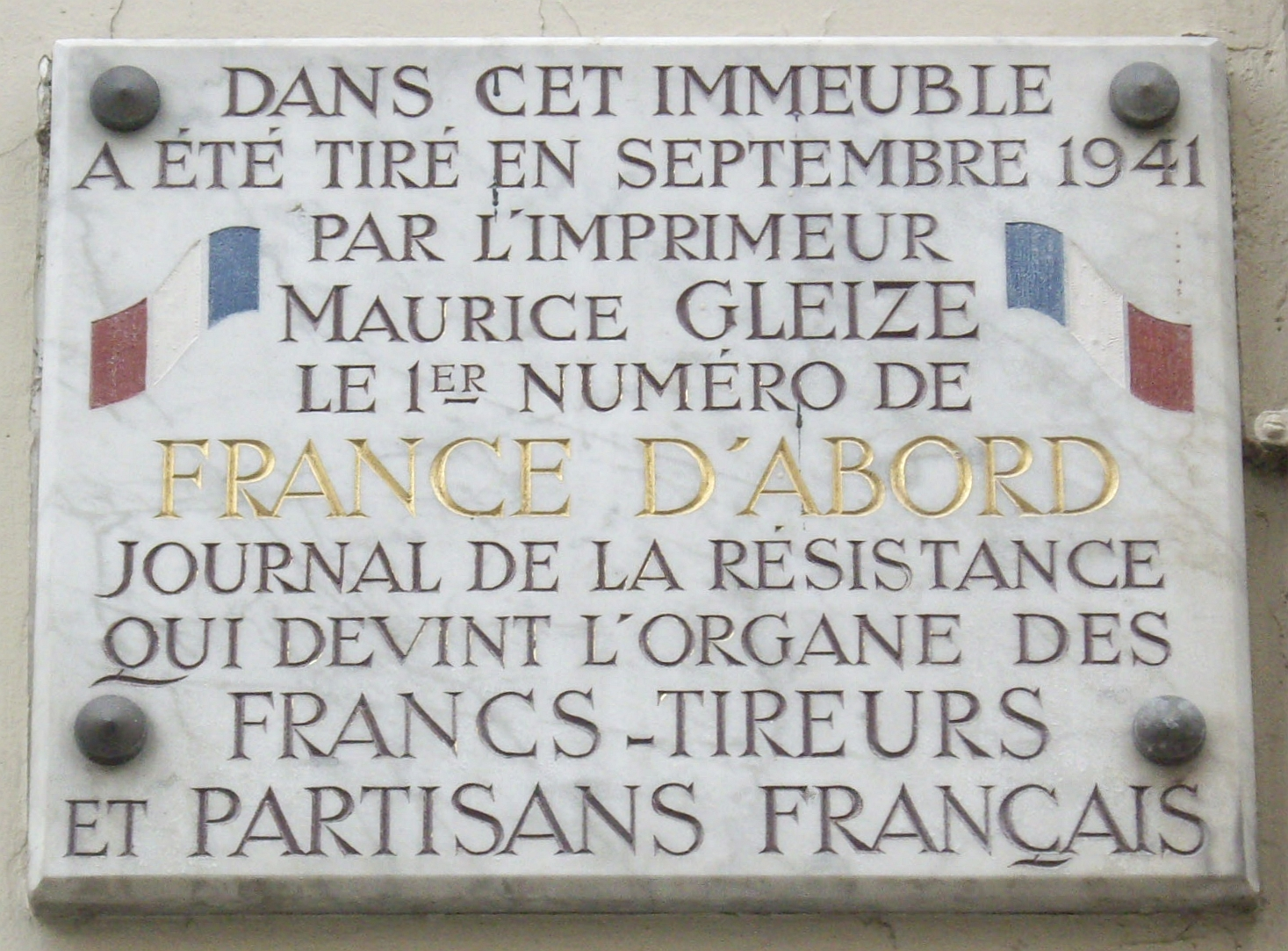
Gedenktafel an der früheren Druckerei von Maurice Gleize in der Rue des Cloÿs in Paris

1984 wurde in Paris an der früheren Druckerei von Maurice Gleize eine Gedenktafel angebracht, die an die Herausgabe der ersten Ausgabe der Widerstandsschrift France d’abord im September 1941 während der Besatzungszeit erinnert. Im Jahr 2008 benannte die französische Stadt Gournay-sur-Marne, in der Gleize seit 1949 lebte, einen Platz nach ihm.
Im Stadtmuseum Schloss Wolfsburg ist die KZ-Häftlingskleidung von Maurice Gleize ausgestellt, die er ursprünglich der KZ-Gedenkstätte Neuengamme zur Verfügung gestellt hatte.
In Wolfsburg, wo Maurice Gleize von 1944 bis 1945 Häftling des KZ-Außenlagers Laagberg war, vergibt der Verein Erinnerung und Zukunft den „Maurice-Gleize-Preis für mutiges und respektvolles Handeln für Menschenwürde“. Der mit 400 Euro dotierte Preis wurde erstmals im Jahr 2015 vergeben. Ihn erhielt eine Schule im bei Wolfsburg gelegenen Rühen für die Aufstellung einer Gedenktafel am Kinderlager Rühen im Jahr 2014.

## Veröffentlichungen (Gedichtbände, Autobiographie)
| - Essais-poèmes, 1974 - Odes pour nos héros, nos martyrs de la Résistance, 1979 - Les Caprices de la nuit, 1981 - Pluie de rêves, 1982 - Cueillette de mon âme, 1984 - Arabesques intérieures, 1986 | - Fragrance vernalev, 1988 - L’ Espace diamanté, 1990 - Blasons de lumière, 1992 - Mémoire histoire, 1996 - La Vie rejaillira, 1999 - Image d’un Nîmois, 2002 |